# Tokyo Dome Live in Concert
Tokyo Dome Live in Concert é um álbum ao vivo da banda de hard rock estadunidense Van Halen, lançado em 31 de Março de 2015. Este é o primeiro álbum ao vivo com o vocalista original David Lee Roth, e o segundo ao vivo depois de Live: Right Here, Right Now.

## História
O fã-site VHND.com liberou os primeiros detalhes sobre o álbum ao vivo em 5 de Fevereiro de 2015. Dias depois, essas informações foram confirmadas. Em 2 de Março, o álbum começou a ser disponibilizado para pré-venda, com as músicas "Runnin' With the Devil" e "Panama" sendo lançados no iTunes Store e no canal oficial da banda no YouTube.
Este é o primeiro álbum ao vivo do Van Halen, com o vocalista principal David Lee Roth, que retornou à banda em 2006, e também com o atual baixista Wolfgang Van Halen. O álbum traz músicas da fase Roth do Van Halen album, além de 3 músicas de A Different Kind of Truth.
O álbum também foi lançado em vinil quadruplo, e junto com este álbum, foi relançado (em um box especial) os álbuns Van Halen (1978) e 1984 (1984) em versões remasterizadas. A banda se apresentou nos programas Jimmy Kimmel Live! e The Ellen DeGeneres Show para promover o álbum ao vivo.

## Faixas
DISCO 1
1. Unchained (4:56)
2. Runnin' With The Devil (3:44)
3. She's The Woman (2:57)
4. I'm The One (4:12)
5. Tattoo (4:32)
6. Everybody Wants Some! (8:30)
7. Somebody Get Me A Doctor (3:22)
8. Chinatown (3:22)
9. Hear About It Later (5:11)
10. (Oh) Pretty Woman (3:08)
11. Me & You (Drum Solo) (2:54)
12. You Really Got Me (5:34)

DISCO 2
1. Dance The Night Away (4:27)
2. I'll Wait (5:03)
3. And The Cradle Will Rock... (3:44)
4. Hot For Teacher (5:44)
5. Women In Love... (4:25)
6. Romeo Delight (5:47)
7. Mean Street (5:11)
8. Beautiful Girls (3:36)
9. Ice Cream Man (5:10)
10. Panama (4:20)
11. Eruption (8:08)
12. Ain't Talkin' 'bout Love (6:08)
13. Jump (5:48)

Informações Adicionais
- No iTunes, a faixa do solo de bateria de Alex Van Halen possui o título "Drum Struck".
- A faixa "I'm The One" voltou a ser interpretada ao vivo neste concerto registrado para o álbum.
- Primeiro álbum ao vivo com David Lee Roth e Wolfgang Van Halen.
- Repertório formado apenas por músicas da fase com o Roth, incluindo três músicas de A Different Kind of Truth.

## Ficha Técnica
- Eddie Van Halen - guitarra, backing vocal
- David Lee Roth - voz principal, violão
- Alex Van Halen - bateria
- Wolfgang Van Halen - baixo, backing vocal

## Desempenho comercial
| Parada musical (2015)                 | Posições |
| ------------------------------------- | -------- |
| Australian Albums (ARIA)              | 67       |
| Bélgica (Ultratop Flandres)           | 115      |
| Bélgica (Ultratop Valônia)            | 71       |
| Países Baixos (Dutch Charts)          | 48       |
| França (SNEP)                         | 87       |
| Alemanha (Offizielle Deutsche Charts) | 64       |
| Suíça (Schweizer Hitparade)           | 59       |
| Japão (Oricon)                        | 19       |
| Escócia (Official)                    | 57       |
| EUA (Billboard 200)                   | 20       |
| EUA (Billboard Rock Chart)            | 5        |